# Krieg der Welten (Fernsehserie, 2019)
Krieg der Welten (Originaltitel: War of the Worlds) ist eine US-amerikanisch-französische Science-Fiction-Drama-Fernsehserie. Die Serie ist eine lose Adaption des Romans Krieg der Welten von H. G. Wells. In den Hauptrollen spielen Gabriel Byrne, Elizabeth McGovern und Léa Drucker. In Deutschland sind die drei Staffeln der Serie seit dem 6. November 2019 auf FOX und MagentaTV zu sehen. Seit dem 18. Mai 2021 ist die Serie auch auf Disney+ verfügbar.

## Handlung

### Staffel 1
Die französische Astronomin Catherine Durand entschlüsselt ein Signal aus dem Weltraum, das erkennbar intelligenten Ursprungs ist. Bereits kurz nachdem sie die NATO informiert hat und Streitkräfte mobilisiert werden, gerät die Erde unter Beschuss. Unzählige, zunächst für Meteore gehaltene Objekte treffen alle wichtigen Zentren der Erde. Der Neurologe Bill Ward erkennt, dass die elektromagnetische Strahlung, die von den Objekten ausgeht, für Menschen tödlich ist, und warnt seinen Sohn, der in der Kommandozentrale der britischen Regierung arbeitet.
Alle Menschen, die es nicht geschafft haben, rechtzeitig unter der Erde Schutz zu suchen, in Kellern, Tiefgaragen oder in U-Bahn-Stationen, sind der Strahlung ausgeliefert und sterben. Die Überlebenden, unter ihnen auch Sarah Greshman mit ihren Kindern Tom und Emily, der Flüchtling Kariem Gat Wich Machar, der im Inneren eines Tanklasters überlebt hat, sowie Bill Ward und seine Ex-Frau Helen Brown, versuchen zurechtzukommen. Die Invasoren zeigen sich zunächst in Gestalt vierbeiniger hundeähnlicher Maschinen, die wegen teils außenliegender Drähte und hydraulischer Leitungen eher an menschliche Robotikprodukte erinnern als an fremde außerirdische Technologie.
Nachdem Bill und Helen ihren Sohn tot in der Kommandozentrale gefunden haben, treffen sie auf Sarah, Tom und Emily sowie auf Kariem, der sich aus Calais nach England durchgeschlagen hat, und auf Ash, der sich in einem Krankenhaus um Säuglinge kümmert. Als das Krankenhaus von den Robotern angegriffen wird, muss die Gruppe fliehen. Später stellt sich heraus, dass die Invasoren starkes Interesse an Säuglingen und an Föten zeigen, die sie Schwangeren entnehmen. Die blinde Emily entwickelt eine merkwürdige geistige Verbindung zu den Außerirdischen, die sich unter anderem darin zeigt, dass sie Visionen hat, die sie nicht interpretieren kann. Zudem hört sie ein pulsierendes Signal und erlangt temporär ihre Sehkraft zurück, sobald sich die Vierbeiner nähern.
Zur gleichen Zeit versucht Jonathan, Mann von Sarah und Stiefvater von Emily und Tom, von Frankreich wieder nach England zu gelangen. Er trifft auf Chloe und ihren Sohn Sacha, die sich ihm anschließen. Sacha verspürt einen ähnlichen, jedoch nicht ganz so starken Kontakt zu den Außerirdischen wie Emily. Auch scheint zwischen den beiden Jugendlichen eine Verbindung zu bestehen, obwohl sie sich noch nie gesehen haben.
In den französischen Alpen oberhalb von Grenoble findet Catherine zusammen mit Colonel (Oberst) Mokrani und seiner Truppe ein zerstörtes Raumschiff mit Überresten biologischer Organismen. Sie erkennen, dass ein Signal, das sie selbst von ihrem Observatorium aus geschickt haben, die Systeme des Schiffes gestört und es zum Absturz gebracht hat. Diese Erkenntnis hilft ihnen, um auch die Roboter, die sie immer wieder angreifen, abzuwehren.
Emily bricht mit Kariem, zu dem sie eine Beziehung aufgebaut hat, auf, um Antworten zu finden und die Außerirdischen zu suchen. Die beiden finden in der Themse liegend ein havariertes Raumschiff, das Emily betritt. Sie findet auf einer Art Kommandostuhl jemanden, der aussieht wie ein Mensch, angeschlossen an Schläuche, der am Handgelenk das gleiche kreisförmige Tattoo hat wie sie selbst (und das sie sich zu Beginn der Handlung hat stechen lassen).

### Staffel 2
In einer verstörenden Vision sieht Emily den sterbenden Heimatplaneten der wie Menschen aussehenden Aliens. Sie will fliehen, wird jedoch von den Robodogs daran gehindert. Mit ihr an Bord hebt das Raumschiff ab.
Sechs Monate später haben sich Widerstandszellen gebildet, die eine Offensive gegen mehrere ringförmige, scheinbar havarierte Raumschiffe planen. Doch die verlassenen Schiffe erweisen sich als Hinterhalt, und die menschlichen Trupps werden von den Aliens, die sich nur anhand des ringförmigen Tattoos am Handgelenk als nichtmenschlich identifizieren lassen, angegriffen. In einem Schiff wird Emily, die nun dauerhaft sehen kann, gefunden und wieder zur Gruppe gebracht.
Jonathan, Chloe und Sacha haben es nach London geschafft und stoßen auf Emily und Sarah. In der Zwischenzeit finden Bill und Zoe, die die Führung über die Gruppe übernommen hat, heraus, dass die Aliens an körperlicher Degeneration leiden und dass sie deswegen Föten und Säuglinge der Menschen stehlen. Bill erkennt auch, dass die DNA von Emily mit der der Fremden identisch ist. Emily, der nicht bewusst ist, dass ein halbes Jahr vergangen ist, hat von den Aliens den Auftrag bekommen, Bill zu töten, weil dieser ein Serum als biologische Waffe gegen die Fremden entwickelt hat. Der Anschlag auf ihn misslingt, und Bill injiziert Emily das Serum. Daraufhin erkrankt Emily, und Bill injiziert ihr Insulin als Gegenmittel. Als sein Vorgehen ans Licht kommt, wird er von den anderen verstoßen. Später wird er von Sacha angegriffen, der sich in Emily verliebt hat. Bei einem Handgemenge ersticht Sacha den hinzueilenden Ash und versucht die Tat zu vertuschen.
In den französischen Alpen wird ein schwer verletztes Alien aufgegriffen und in das Observatorium gebracht, in dem sich Catherine und die Soldaten verschanzt haben. Catherine erfährt, dass der Fremde nach Bill Ward sucht und eine friedliche Lösung anstrebt. Er wird jedoch von den eigenen Leuten getötet, die das Observatorium angreifen. Catherine, Sophie und der Soldat Nathan, von dem Sophie ein Kind erwartet, müssen fliehen. Colonel Mokrani stirbt. Da sie aufgrund des weltweiten Stromausfalls nicht einfach im Internet nach Bill Ward suchen können, aber annehmen, dass Bill Wissenschaftler ist, versuchen sie in einer Bibliothek fündig zu werden, was auch gelingt. Gemeinsam mit einem verwitweten Bauer machen sie sich mit dessen Auto, das aufgrund des Alters noch funktioniert, auf den Weg nach London. Im Containerhafen von Calais stirbt jedoch der Bauer, als sie von Aliens angegriffen werden.
In London angekommen, finden Catherine, Sophie und Nathan in einem Universitätslabor die Leiche eines jungen Mannes, der anscheinend an einem Robodog experimentiert hat. Aufgrund seiner Aufzeichnungen und des Notizbuches des Aliens aus den Alpen erkennt Catherine, dass die Fremden in der Lage sind, die Zeit zu beeinflussen, und aus der Zukunft gekommen sein müssen.
Bill lernt Soldaten kennen, die sich in einer Hochhauswohnung verschanzt haben und ein weibliches Alien namens Isla in ihre Gewalt gebracht haben. Als sie Isla wiederholt schwer misshandeln, befreit Bill sie und flieht mit ihr. Er versorgt ihre Verletzungen. Über ein geborgenes Funkgerät nimmt er Kontakt zu Zoe auf, die mit der Gruppe inzwischen Zuflucht in einem Busdepot gesucht hat. Bill erzählt ihr, dass es Sacha war, der Ash getötet hat. Isla kann entkommen und schließt sich wieder ihren Leuten an. In der Zwischenzeit sind ihr jedoch Zweifel an der Richtigkeit der Mission gekommen.
Emily willigt ein, die Fremden mit dem Virus zu infizieren, erkrankt jedoch an dem Vektor, den Bill ihr injiziert hat und der für die Übertragung nötig ist. Dadurch erkennt Bill, dass sie schwanger ist. In Begleitung von Sasha begibt sich Emily zu einem der ringförmigen Raumschiffe, um ihre Mission zu erfüllen. Augenblicklich erkrankt einer der Aliens an Bord, woraufhin das Schiff abhebt, um eine Verbreitung des Virus zu verhindern. An Bord sehen Sasha und Emily in einer Vision die Zukunft.
Als Sashas Mutter erwähnt, dass Sasha an Muskeldystrophie erkrankt ist, erkennen auch Bill und Catherine die Wahrheit: Die Aliens sind in Wirklichkeit Nachkommen von Emily und Sasha, die die Stammeltern der Fremden sein werden. Die Aliens leiden alle an den gleichen Krankheiten wie die beiden und sind aus der Zukunft gekommen, um die Entwicklung zu verhindern.
Bill nimmt wieder Kontakt zu Isla auf. Er gibt ihr das Notizbuch des Fremden aus den Alpen, der Mika hieß und Islas Lebensgefährte war. Von Isla erfährt Bill, dass es möglich ist, in die Vergangenheit zu reisen und den Anschlag zu verhindern. Isla und Bill begeben sich daraufhin an Bord eines der Raumschiffe, um den Zeitsprung zu machen. Sie werden aber von Islas Mitstreitern verfolgt, die das verhindern wollen. Die Zeitreise gelingt, jedoch wird Isla von ihren Leuten tödlich verwundet, bevor sie alle in die Vergangenheit reisen.
Bill wacht in einem Krankenhaus auf und trifft auf Emily und ihre Familie, die wegen Emilys Visionen hier sind. Er gibt sich nicht zu erkennen, lockt Emily jedoch unter einem Vorwand aufs Dach der Klinik und stößt sie in die Tiefe, um die Zukunft zu verhindern.
Emily ist tot, der Plan scheint geglückt, es gibt keinen Angriff von Außerirdischen. Allerdings sind die Aliens, die mit Isla und Bill in die Vergangenheit gekommen sind, immer noch da. Mikas Notizbuch wird gefunden und in ein Archiv gebracht. In ihrer Wohnung wacht Zoe auf, weil sie merkwürdige Visionen hat.

### Staffel 3
In der dritten Staffel hat Zoe Visionen von den Geschehnissen aus Staffel 1 und 2. Sie arbeitet bei der Polizei. Bill Ward ist im Gefängnis, da er Emily getötet hatte. Aufgrund der Visionen befragt Zoe Bill zu allem. 
Auch alle anderen Menschen haben Visionen und gründen Selbsthilfe-Gruppen, um sich zu beraten und abzustimmen, auch Kariem, der Zoe dort trifft.
Die anderen Außerirdischen sind noch da und überfallen die Polizei, um an das Notizbuch zu kommen. Die Polizei hatte es, nachdem Isla gestorben war.
Catherine und ihre Schwester Sophia haben eine gute Beziehung zueinander. Da auch Sophia Visionen hat und damit nicht klar kommt, kommt sie in die Psychiatrie. Dort kann sie fliehen, hat über Visionen einen Unfall auf der Autobahn und stirbt dabei.
Catherine findet ein schwarzes Loch bei ihrer Arbeit. Eine Weltraumstation mit 2 Personen im All soll dies erforschen. Dabei gibt es Probleme. Die Gravitationswellen aus dem schwarzen Loch breiten sich aus.
Zoe will inzwischen mit Bill zusammen arbeiten. Er ist aber total verbittert und will nicht; nur wenn Zoe ihn raus holt.
Catherine leidet aufgrund Sophia's Tod.
Emily's Bruder hat eine Freundin, die zu den Außerirdischen gehört. Sie betäubt ihn und nimmt ihm Blut ab und gibt es ihrem eigenen Bruder, dem es nicht gut geht. Die Außerirdischen leiden also noch immer an Krankheiten.
Einer der Besatzungsmitglieder der Weltraumstation kontaktiert Catherine, da er Verbindungen zwischen schwarzen Loch, der Hawkins Theorie und einem magnetischen Monopol sieht.
Zoe arbeitet mit Kariem zusammen, der nach Emilys Bruder suchen will.

## Besetzung und Synchronisation
Die deutschsprachige Synchronisation erfolgte durch die EuroSync GmbH nach einem Dialogbuch von Michael Nowka und unter der Dialogregie von Ronald Nitschke.
| Rolle                   | Schauspieler           | Folgen                 | Synchronsprecher                                      |
| ----------------------- | ---------------------- | ---------------------- | ----------------------------------------------------- |
| Bill Ward               | Gabriel Byrne          | 1.01–3.08              | Klaus-Dieter Klebsch                                  |
| Catherine Durand        | Léa Drucker            | 1.01–3.08              | Christin Marquitan                                    |
| Helen Brown             | Elizabeth McGovern     | 1.01–1.08, 2.08        | Heide Domanowski                                      |
| Colonel Mustafa Mokrani | Adel Bencherif         | 1.01–2.02              | Sascha Rotermund                                      |
| Sophia Durand           | Emilie de Preissac     | 1.01, 1.06–1.08, 2.01– | Vivien Gilbert                                        |
| Sarah Gresham           | Natasha Little         | 1.01–                  | Marieke Oeffinger                                     |
| Emily Gresham           | Daisy Edgar-Jones      | 1.01–2.08              | Daniela Molina                                        |
| Tom Gresham             | Ty Tennant             | 1.01–                  | Paul-Lino Krenz                                       |
| Kariem Gat Wich Machar  | Bayo Gbadamosi         | 1.01–                  | Konrad Bösherz                                        |
| Jonathon Gresham        | Stephen Campbell Moore | 1.01–2.07              | Michael Deffert (Staffel 1) Sven Gerhardt (Staffel 2) |
| Chloe Dumont            | Stéphane Caillard      | 1.03–2.07              | Jessica Walther-Gabory                                |
| Sacha                   | Mathieu Torloting      | 1.04–                  | Till Flechtner                                        |
| Ash Daniel              | Aaron Heffernan        | 1.02–2.04              | Marcel Collé                                          |
| Nathan                  | Paul Gorostidi         | 1.02–                  | Patrick Giese                                         |
| Isla                    | Aimee-Ffion Edwards    | 2.01–                  | Birte Baumgardt                                       |
| Adina                   | Ania Sowinski          | 2.01–                  | Susanne Geier                                         |
| Zoe                     | Pearl Chanda           | 2.01–3.08              | Giuliana Jakobeit                                     |

## Episodenliste

### Staffel 1
| Nr. (ges.) | Nr. (St.) | Deutscher Titel | Originaltitel | Erstausstrahlung (Frankreich) | Deutschsprachige Erstausstrahlung (D/A/CH) | Regie          | Drehbuch       |
| ---------- | --------- | --------------- | ------------- | ----------------------------- | ------------------------------------------ | -------------- | -------------- |
| 1          | 1         | Angriff         | Episode 1     | 28. Okt. 2019                 | 6. Nov. 2019                               | Gilles Coulier | Howard Overman |
| 2          | 2         | Der Tag danach  | Episode 2     | 28. Okt. 2019                 | 6. Nov. 2019                               | Gilles Coulier | Howard Overman |
| 3          | 3         | Bedrohung       | Episode 3     | 4. Nov. 2019                  | 13. Nov. 2019                              | Gilles Coulier | Howard Overman |
| 4          | 4         | Sie sind da     | Episode 4     | 4. Nov. 2019                  | 13. Nov. 2019                              | Gilles Coulier | Howard Overman |
| 5          | 5         | Nahkampf        | Episode 5     | 11. Nov. 2019                 | 20. Nov. 2019                              | Richard Clark  | Howard Overman |
| 6          | 6         | DNA             | Episode 6     | 11. Nov. 2019                 | 20. Nov. 2019                              | Richard Clark  | Howard Overman |
| 7          | 7         | Das Foto        | Episode 7     | 18. Nov. 2019                 | 27. Nov. 2019                              | Richard Clark  | Howard Overman |
| 8          | 8         | Rettung?        | Episode 8     | 18. Nov. 2019                 | 27. Nov. 2019                              | Richard Clark  | Howard Overman |

### Staffel 2
| Nr. (ges.) | Nr. (St.) | Deutscher Titel | Originaltitel | Erstausstrahlung (Frankreich) | Deutschsprachige Erstausstrahlung (D/A/CH) | Regie           | Drehbuch       |
| ---------- | --------- | --------------- | ------------- | ----------------------------- | ------------------------------------------ | --------------- | -------------- |
| 9          | 1         | Emily           | Episode 1     | 17. Mai 2021                  | 14. Juli 2021                              | Richard Clark   | Howard Overman |
| 10         | 2         | Das Virus       | Episode 2     | 17. Mai 2021                  | 14. Juli 2021                              | Richard Clark   | Howard Overman |
| 11         | 3         | Aufbruch        | Episode 3     | 24. Mai 2021                  | 21. Juli 2021                              | Richard Clark   | Howard Overman |
| 12         | 4         | Verrat          | Episode 4     | 24. Mai 2021                  | 21. Juli 2021                              | Richard Clark   | Howard Overman |
| 13         | 5         | Die Formeln     | Episode 5     | 31. Mai 2021                  | 28. Juli 2021                              | Ben A. Williams | Howard Overman |
| 14         | 6         | Die Botschaft   | Episode 6     | 31. Mai 2021                  | 28. Juli 2021                              | Ben A. Williams | Howard Overman |
| 15         | 7         | Überleben       | Episode 7     | 7. Juni 2021                  | 4. Aug. 2021                               | Ben A. Williams | Howard Overman |
| 16         | 8         | Zeitsprung      | Episode 8     | 7. Juni 2021                  | 4. Aug. 2021                               | Ben A. Williams | Howard Overman |

### Staffel 3
| Nr. (ges.) | Nr. (St.) | Deutscher Titel | Originaltitel | Erstausstrahlung (Frankreich) | Deutschsprachige Erstveröffentlichung (D/A/CH) | Regie                 | Drehbuch       |
| ---------- | --------- | --------------- | ------------- | ----------------------------- | ---------------------------------------------- | --------------------- | -------------- |
| 17         | 1         | Folge eins      | Episode 1     | 5. Sep. 2022                  | 8. März 2023                                   | Indra Siera           | Howard Overman |
| 18         | 2         | Folge zwei      | Episode 2     | 5. Sep. 2022                  | 8. März 2023                                   | Indra Siera           | Howard Overman |
| 19         | 3         | Folge drei      | Episode 3     | 12. Sep. 2022                 | 8. März 2023                                   | Indra Siera           | Howard Overman |
| 20         | 4         | Folge vier      | Episode 4     | 12. Sep. 2022                 | 8. März 2023                                   | Indra Siera           | Howard Overman |
| 21         | 5         | Folge fünf      | Episode 5     | 19. Sep. 2022                 | 8. März 2023                                   | Indra Siera           | Howard Overman |
| 22         | 6         | Folge sechs     | Episode 6     | 19. Sep. 2022                 | 8. März 2023                                   | Jonas Alexander Arnby | Howard Overman |
| 23         | 7         | Folge sieben    | Episode 7     | 26. Sep. 2022                 | 8. März 2023                                   | Jonas Alexander Arnby | Howard Overman |
| 24         | 8         | Folge acht      | Episode 8     | 26. Sep. 2022                 | 8. März 2023                                   | Jonas Alexander Arnby | Howard Overman |

## Rezeption
Joachim Huber lobt die Serie im Tagesspiegel für ihren „harten Realismus“, für „beste Science Fiction“, für „überraschend wenig Heldenpathos“ und konstatiert, dass sie sich durchaus an den großen Vorbildern der vorangegangenen Adaptionen messen lassen könne. Dagegen vermisst Martin Seng auf Quotenmeter.de „eine lebhaftere Inszenierung“ und bezeichnet Krieg der Welten als „überwiegend spannungsarm“, wenn auch „die Ängste der Charaktere durchaus spürbar“ seien.